# Вікторвілл (Каліфорнія)
Вікторвілл (англ. Victorville) — місто (англ. city) в США, в окрузі Сан-Бернардіно штату Каліфорнія. Населення — 134 810 осіб (2020).

## Географія
Вікторвілл розташований за координатами 34°31′40″ пн. ш. 117°21′13″ зх. д. / 34.52778° пн. ш. 117.35361° зх. д. (34.527735, -117.353579). За даними Бюро перепису населення США в 2010 році місто мало площу 190,99 км², з яких 189,53 км² — суходіл та 1,46 км² — водойми.

### Клімат
| Клімат : Вікторвілл      | Клімат : Вікторвілл | Клімат : Вікторвілл | Клімат : Вікторвілл | Клімат : Вікторвілл | Клімат : Вікторвілл | Клімат : Вікторвілл | Клімат : Вікторвілл | Клімат : Вікторвілл | Клімат : Вікторвілл | Клімат : Вікторвілл | Клімат : Вікторвілл | Клімат : Вікторвілл | Клімат : Вікторвілл |
| Показник                 | Січ.                | Лют.                | Бер.                | Квіт.               | Трав.               | Черв.               | Лип.                | Серп.               | Вер.                | Жовт.               | Лист.               | Груд.               | Рік                 |
| Абсолютний максимум, °C  | 26,7                | 30,0                | 33,9                | 37,8                | 42,2                | 43,9                | 46,7                | 44,4                | 43,3                | 38,3                | 31,1                | 29,4                | 46,7                |
| Середній максимум, °C    | 15,6                | 17,2                | 20,0                | 23,9                | 28,9                | 33,9                | 37,2                | 36,7                | 33,3                | 27,2                | 20,0                | 15,6                | 25,8                |
| Середній мінімум, °C     | −0,6                | 1,7                 | 3,3                 | 5,6                 | 9,4                 | 12,8                | 16,1                | 16,1                | 12,8                | 7,2                 | 1,7                 | −1,1                | 7,1                 |
| Абсолютний мінімум, °C   | −18,3               | −11,7               | −10                 | −3,9                | −1,1                | 2,2                 | 2,2                 | 5,6                 | 0,0                 | −6,1                | −13,3               | −14,4               | −18,3               |
| ------------------------ | ------------------- | ------------------- | ------------------- | ------------------- | ------------------- | ------------------- | ------------------- | ------------------- | ------------------- | ------------------- | ------------------- | ------------------- | ------------------- |
| Джерело: Weather Channel |                     |                     |                     |                     |                     |                     |                     |                     |                     |                     |                     |                     |                     |

## Демографія
Згідно з переписом 2010 року, у місті мешкали 115 903 особи в 32 558 домогосподарствах у складі 25 920 родин. Густота населення становила 607 осіб/км². Було 36655 помешкань (192/км²).
Расовий склад населення:
| - 48,5 % — білих - 16,8 % — чорних або афроамериканців - 4,0 % — азіатів - 1,4 % — корінних американців - 0,4 % — вихідців з тихоокеанських островів - 22,5 % — осіб інших рас |

До двох чи більше рас належало 6,3 %. Частка іспаномовних становила 47,8 % від усіх жителів.
За віковим діапазоном населення розподілялося таким чином: 32,8 % — особи молодші 18 років, 59,1 % — особи у віці 18—64 років, 8,1 % — особи у віці 65 років та старші. Медіана віку мешканця становила 29,5 року. На 100 осіб жіночої статі у місті припадало 100,4 чоловіків; на 100 жінок у віці від 18 років та старших — 99,1 чоловіків також старших 18 років.
Середній дохід на одне домашнє господарство становив 56 251 долар США (медіана — 45 894), а середній дохід на одну сім'ю — 58 790 доларів (медіана — 49 290). Медіана доходів становила 42 503 долари для чоловіків та 35 073 долари для жінок. За межею бідності перебувало 26,0 % осіб, у тому числі 33,7 % дітей у віці до 18 років та 14,5 % осіб у віці 65 років та старших.
Цивільне працевлаштоване населення становило 38 892 особи. Основні галузі зайнятості: освіта, охорона здоров'я та соціальна допомога — 23,9 %, роздрібна торгівля — 15,1 %, транспорт — 8,9 %, мистецтво, розваги та відпочинок — 7,8 %.

## Уродженці
- Райан Гарсіа (* 1998) — американський боксер-професіонал.